# Howard Becker
Howard Saul Becker (Chicago, Illinois; 18 de abril de 1928-16 de agosto de 2023) fue un sociólogo estadounidense. Heredero de la Escuela de Chicago y el interaccionismo simbólico, desarrolló sus trabajos en torno a la desviación, la educación, las profesiones y el arte, así como sobre la metodología y la escritura en las ciencias sociales.

## Biografía
Becker nació en Chicago, Illinois. Estudió sociología en la Universidad de Chicago a finales de los años 40, llevando al mismo tiempo una carrera de pianista profesional de jazz. Allí entró en contacto con el trabajo de William Lloyd Warner, William Foote Whyte, Anselm Strauss o Everett Hughes, y tuvo como compañero de estudios a Erving Goffman, todos ellos figuras centrales de la llamada Escuela de Chicago. Aunque, como señala el propio Becker, dicha escuela era más una "escuela de actividad" diversa y heterogénea que una "escuela de pensamiento" unificada y homogénea.
En particular, Everett Hughes, sociólogo del trabajo y las profesiones, tuvo una gran influencia sobre Becker. Maestro y "mentor" suyo, dirigió su tesis y le transmitió el gusto por una escritura sociológica clara, directa y simple, además de darle la oportunidad de trabajar con él en sucesivas investigaciones y animarle a analizar a los músicos de jazz como grupo profesional. Este último trabajo le llevaría a interesarse también por la desviación y el consumo de drogas y a escribir sobre ello. Sin embargo, no sería hasta una década después, en 1963, cuando este trabajo, Outsiders, vería finalmente la luz, convirtiéndose en una obra de referencia y llevando a cabo, con la fundación de la teoría del etiquetamiento (labeling theory), un cambio de paradigma en el campo de la sociología de la desviación.
Becker se doctora en 1951 con una tesis sobre el profesorado de las escuelas de Chicago y participó en diversas investigaciones antes de convertirse en profesor de sociología en la Northwestern University en 1965, donde enseñó hasta 1991. Entre 1961 y 1965, Becker fue editor de Social Problems, una revista que aglutinó a su alrededor a una serie de sociólogos hostiles al funcionalismo reinante entonces en los Estados Unidos. En esos años, publicó además Boys in white: Student Culture in Medical School, junto con Blanche Geer, Everett C. Hughes y Anselm Strauss (1961), y Making the Grade: The Academic Side of College Life, con Geer y Hughes (1968).
En 1982, publicó Los mundos del arte, donde estudió las redes de interacciones y las actividades colectivas que dan lugar a aquello que llamamos arte, que se convertirá en obra de referencia en este ámbito. En 1991 se trasladó a la Universidad de Washington, donde enseñó hasta 1999. En esos años desarrolló también numerosos e influyentes trabajos sobre la metodología de las ciencias sociales. En 1986, publicó Writing for sociologists, un Manual de escritura para científicos sociales dirigido a estudiantes e investigadores, en el que reafirmó su apuesta por un lenguaje simple y claro frente a la escritura académica habitual. En 1998, publicó Trucos del oficio, que ofrece a los investigadores en ciencias sociales toda una serie de "trucos" metodológicos y consejos prácticos para la investigación social, extraídos de sus años de experiencia en el campo.
Desde 1999 a su retirada, Becker enseñó en la Universidad de California, Santa Bárbara. Fue miembro de la American Academy of Arts and Sciences desde 1993.
En 2007, publicó Telling about society donde reflexiona sobre las distintas formas de hablar sobre la sociedad, cuestionando el monopolio de la sociología académica sobre la explicación de lo social e invitando a descubrir otras formas, igual de legítimas, de hablar de ello (el teatro, el documental, la literatura, etc.). En su libro, El jazz en acción (2009, con Robert Faulkner), vuelve a interesarse por la práctica musical, centrándose en lo que los músicos de jazz hacen cuando están en un escenario, las habilidades que movilizan y las estrategias que desarrollan, haciendo y rehaciendo el "repertorio" en la acción e interacción colectiva.
Residió en San Francisco, aunque realizó diversas estancias en Francia regularmente, donde su obra ejerció una gran influencia desde los años 80, y donde colaboró con el sociólogo francés Alain Pessin. 

## Obras principales
- (con Blanche Geer, Everett C. Hughes y Anselm Strauss), Boys in White: Student Culture in Medical School, Chicago, University of Chicago Press, 1961.
- Outsiders: hacia una sociología de la desviación, Madrid, Siglo XXI, 2009 (v.o. 1963).
- (con Blanche Geer y Everett C. Hughes), Making the Grade: The Academic Side of College Life, New York: Wiley, 1968.
- Sociological Work: Method and Substance, Chicago, Adline, 1970.
- Los mundos del arte: sociología del trabajo artístico, Buenos Aires, Universidad Nacional de Quilmes, 2008 (v.o. 1982).
- Manual de escritura para científicos sociales: cómo empezar y terminar una tesis, un libro o un artículo, Madrid, Siglo XXI, 2011 (v.o. 1986).
- Doing Things Together: Selected Papers, Evanston, Northwestern University Press, 1986.
- Trucos del oficio: cómo conducir su investigación en ciencias sociales, Madrid, Siglo XXI, 2009 (v.o. 1998).
- Telling About Society, Chicago, University of Chicago Press, 2007.
- (con Robert Faulkner) El jazz en acción: la dinámica de los músicos sobre el escenario, Madrid, Siglo XXI, 2011 (v.o. 2009).
- Para hablar de la sociedad: La sociología no basta, Barcelona, Siglo XXI, 2015.
- Mozart, el asesinato y los límites del sentido común. Cómo construir teoría a partir de casos, Buenos Aires, Siglo XXI, 2016.
- Cómo fumar marihuana y tener un buen viaje, Buenos Aires, Siglo XXI, 2016.[11]